# Louis Monnier
Louis Monnier és un historiador i arxiver francès nascut a Nantes el 17 d'agost de 1906 i mort a Orleans el 24 d'abril de 1982.

## Biografia
Louis Monnier era fill d'Urbain Monnier, metge en cap d'hospitals, professor de l'Escola de Medicina de Nantes, i de Jeanne Jonneau, presidenta de l'"Entr'aide Nantaise", fundadora de la Federació Francesa de Grups d'Emprenedoria. Louis estudiant a l'institut Clemenceau i després a Rennes, seguint cursos a l'"École Pratique des Hautes Études" i graduat com a arxiver paleogràfic a l'"École des Chartes", amb una tesi sobre la política d'Enric III, esdevingué arxiver a Estrasburg després a el departament de la Vendée.
Fou membre suplent del Comitè Tècnic de la Direcció d'Arxius de França des del principi (1948), després membre titular (1949-1955). El febrer de 1949 va ser elegit secretari general de la Unió Nacional de Personal dels Arxius de França, mandat que va mantenir fins a l'assemblea general del 12 de febrer de 1955, arran del seu suport a la possibilitat de nomenar conservadors de la torre exterior. Restant secretari de la secció d'arxivers, va renunciar al càrrec i al sindicat, i es va convertir en membre de l'oficina de la "Union Syndicale des Archivists" (futur unió CGC d'arxius de França) aleshores constituïda. També va ser elegit representant del personal a la comissió administrativa mixta d'arxivers l'any 1951.
Nomenat arxiver en cap del departament del Loiret l'any 1949, va ser l'encarregat de reconstituir els arxius destruïts l'any 1940 i reallotjar-los, assegurant la construcció del nou dipòsit (1959). Presenta nous dipòsits de fons privats (notaris supervivents, col·lecció Jarry, fons del bisbat, etc.) així com microfilms dels registres parroquials de l'Antic Règim (per a tot el Loiret), registres de la Nació Germànica de la Universitat d'Orleans , diversos documents d'altres procedències, o fins i tot estudis impresos realitzats a partir d'arxius abans de la seva destrucció, etc. Fou vicepresident (1959-1960) després president (1961-1963) de la Societat Arqueològica i Històrica d'Orléanais. Durant aquest període, el maig de 1961, va organitzar actes culturals en homenatge a l'Ancienne université d'Orléans.
Va ser condecorat amb la Legió d'Honor el 1958.
El 1966, va esdevenir director dels serveis d'arxius del departament de Gironda i conservador en cap de la regió d'Aquitània. Es va jubilar el 18 d'agost de 1976.

## Publicacions
- Estudi sobre el sistema monetari a França de 1568 a 1578 (1974)
- Causes i conseqüències econòmiques de la diada de Saint-Barthélémy: estudi sobre el sistema monetari a França de 1568 a 1578 (1974)
- Causes i conseqüències econòmiques de Saint-Barthélémy (1974)
- Antiga Casa de Govern, avui Hotel del Prefecte de Gironda, rue Vital-Carles a Bordeus (1972)
- La revolució a Bordeus i Gironda (1972)

## Honors
- Cavaller de la Legió d'Honor